# Metropolia San Francisco
Metropolia San Francisco – metropolia Kościoła rzymskokatolickiego obejmująca stan Hawaje oraz północną część stanu Kalifornia w Stanach Zjednoczonych.
Katedrą metropolitarną jest Katedra Wniebowzięcia Najświętszej Maryi Panny w San Francisco.

## Podział administracyjny
Metropolia jest częścią regionu XI (CA, HI, NV)
- Archidiecezja San Francisco
- Diecezja Honolulu
- Diecezja Oakland
- Diecezja Sacramento
- Diecezja San Jose w Kalifornii
- Diecezja Santa Rosa w Kalifornii
- Diecezja Stockton

## Metropolici
- Joseph Sadoc Alemany y Conill OP (1853 – 1884)
- Patrick William Riordan (1884 – 1914)
- Edward Joseph Hanna (1915 – 1935)
- John Joseph Mitty (1935 – 1961)
- Joseph Thomas McGucken (1962 – 1977)
- John Raphael Quinn (1977 – 1995)
- William Levada (1995 – 2005)
- George Niederauer (2005 – 2012)
- Salvatore Cordileone (2012 – obecnie)